# Éric Frey
Éric Frey est un acteur français.

## Filmographie

### Cinéma
- 1981 : Eaux profondes de Michel Deville
- 1982 : La Mésange
- 1997 : Trompe-l'œil (court métrage) de Xavier Liébard
- 2006 : Mon meilleur ami de Patrice Leconte
- 2007 : Sans arme, ni haine, ni violence de Jean-Paul Rouve
- 2016 : Cigarettes et chocolat chaud de Sophie Reine
- 2017 : Jalouse, de David et Stéphane Foenkinos : le proviseur
- 2019 : La Belle Époque de Nicolas Bedos
- 2021 : Les Fantasmes de David Foenkinos et Stéphane Foenkinos
- 2022 : Irréductible de Jérôme Commandeur
- 2023 : Coup de chance de Woody Allen

### Télévision
- 1981 : Le Roi Lear, de Jean-Marie Coldefy : le Fou
- 2014 : Bleu catacombes de Charlotte Brändström

## Théâtre

### Hors Comédie-Française
- 1979 : Linceul de Henri de Camaret, mise en scène Daniel Mesguich, Théâtre Marie Stuart
- 1981 : Le Roi Lear de William Shakespeare, mise en scène Daniel Mesguich, Festival d’Avignon
- 1983 : La Dévotion à la croix de Calderon, mise en scène Daniel Mesguich, Festival d'Avignon
- 1984 : Great Britain d'après Edouard II de Christopher Marlowe, mise en scène Jean-Hugues Anglade, Théâtre Nanterre-Amandiers : Gurney
- 1985 : Le Misanthrope de Molière, mise en scène André Engel, MC93 Bobigny
- 1985 : Lucrèce Borgia de Victor Hugo, mise en scène Antoine Vitez, Festival d'Avignon, Théâtre national de Chaillot, Opéra Comédie
- 1986 : Électre de Sophocle, mise en scène Antoine Vitez, Théâtre national de Chaillot
- 1989 : La Célestine de Fernando de Rojas, mise en scène Antoine Vitez, Festival d'Avignon, Théâtre national de l'Odéon
- 1989 : Chemin d'une âme d'après Friedrich Gorenstein, mise en scène Josanne Rousseau, Théâtre de l'Atalante
- 1990 : Aïda vaincue de René Kalisky, mise en scène Patrice Kerbrat, Théâtre national de la Colline
- 1998 : Le Jeu de l'amour et du hasard de Marivaux, mise en scène Jean-Pierre Vincent, Théâtre Nanterre-Amandiers au Théâtre de l'Athénée-Louis-Jouvet
- 1999 : Le Jeu de l'amour et du hasard de Marivaux, mise en scène Jean-Pierre Vincent, Théâtre des Treize Vents
- 2003 : Les Prétendants de Jean-Luc Lagarce, mise en scène Jean-Pierre Vincent, Théâtre national de la Colline
- 2004 : Description de l'omme de Jacques Rebotier, mise en scène de l'auteur, Rencontres d'été de la Chartreuse de Villeneuve-lès-Avignon
- 2004 : Les Ouvertures de Jacques Rebotier, poésie courbe- théâtre de chambre, concert-parole... avec Océane Mozas, Rencontres d'été de la Chartreuse de Villeneuve-lès-Avignon
- 2005 : Derniers remords avant l'oubli de Jean-Luc Lagarce, mise en scène Jean-Pierre Vincent, Théâtre du Nord, CDDB-Théâtre de Lorient, La Criée
- 2006 : La Dispute de Marivaux, mise en scène Marc Paquien, Festival des Nuits de la Bâtie, Théâtre de la Croix-Rousse
- 2007 : La Dispute de Marivaux, mise en scène Marc Paquien, MC93 Bobigny, Théâtre de la Criée, tournée
- 2010 : Les Femmes savantes de Molière, mise en scène Marc Paquien
- 2013 : Iphis et Iante d'Isaac de Benserade, mise en scène Jean-Pierre Vincent, Théâtre_Gérard-Philipe de Saint-Denis

### Comédie-Française
- Entrée à la Comédie-Française le 21 décembre 1989
- Départ le 22 décembre 1998
- 1989 : La Célestine de Fernando de Rojas, mise en scène Antoine Vitez, Festival d'Avignon, Comédie-Française au Théâtre national de l'Odéon
- 1989 : La Vie de Galilée de Bertolt Brecht, mise en scène Antoine Vitez
- 1989 : Lorenzaccio d'Alfred de Musset, mise en scène Georges Lavaudant
- 1992 : Le Bal masqué de Mikhail Lermontov, mise en scène Anatoli Vassiliev, Salle Richelieu
- 1992 : Antigone de Sophocle, mise en scène Otomar Krejča, Salle Richelieu
- 1993 : L'Impromptu de Versailles et Les Précieuses ridicules de Molière, mise en scène Jean-Luc Boutté, Salle Richelieu
- 1993 : Le Faiseur d'Honoré de Balzac, mise en scène Jean-Paul Roussillon, Salle Richelieu
- 1993 : Le Canard sauvage d'Henrik Ibsen, mise en scène Alain Françon
- 1995 : Intrigue et Amour d'après Friedrich von Schiller, mise en scène Marcel Bluwal
- 1995 : Occupe-toi d'Amélie de Georges Feydeau, mise en scène Roger Planchon,   Salle Richelieu